# Paxula paxillus
Paxula paxillus är en snäckart som först beskrevs av R. Murdoch 1905.  Paxula paxillus ingår i släktet Paxula och familjen Columbellidae. Inga underarter finns listade i Catalogue of Life.